# Eleições autárquicas de 1976 em Setúbal
As eleições autárquicas de 1976 serviram para eleger, pela primeira vez, os membros dos diferentes órgãos do poder local no Concelho de Setúbal.

## Resultados Oficiais
Os resultados para os diferentes órgãos do poder local no Concelho de Setúbal foram os seguintes:

### Câmara Municipal
| Partido                 | Partido                                            | Votos  | %               | Vereadores |
| ----------------------- | -------------------------------------------------- | ------ | --------------- | ---------- |
|                         | Partido Socialista                                 | 16 383 | 38,31 / 100,00  | 4 / 9      |
|                         | Frente Eleitoral Povo Unido                        | 14 871 | 34,78 / 100,00  | 4 / 9      |
|                         | Grupos Dinamizadores de Unidade Popular            | 4 490  | 10,50 / 100,00  | 1 / 9      |
|                         | Partido Social Democrata                           | 3 027  | 7,08 / 100,00   | 0 / 9      |
|                         | Centro Democrático Social                          | 1 972  | 4,61 / 100,00   | 0 / 9      |
|                         | MRPP                                               | 379    | 0,88 / 100,00   | 0 / 9      |
|                         | Partido Comunista de Portugal (marxista-leninista) | 279    | 0,65 / 100,00   | 0 / 9      |
|                         | Liga Comunista Internacionalista                   | 120    | 0,28 / 100,00   | 0 / 9      |
| Votos Inválidos         | Votos Inválidos                                    | 1 218  | 2,85 / 100,00   |            |
| Total                   | Total                                              | 42 739 | 100,00 / 100,00 | 9 / 9      |
| Eleitorado/Participação | Eleitorado/Participação                            | 63 756 | 66,79 / 100,00  |            |

### Assembleia Municipal
| Partido                 | Partido                                 | Votos  | %               | Deputados |
| ----------------------- | --------------------------------------- | ------ | --------------- | --------- |
|                         | Partido Socialista                      | 16 278 | 38,11 / 100,00  | 10 / 26   |
|                         | Frente Eleitoral Povo Unido             | 15 180 | 35,54 / 100,00  | 10 / 26   |
|                         | Partido Social Democrata                | 4 910  | 11,50 / 100,00  | 3 / 26    |
|                         | Grupos Dinamizadores de Unidade Popular | 4 587  | 10,74 / 100,00  | 3 / 26    |
|                         | MRPP                                    | 482    | 1,13 / 100,00   | 0 / 26    |
| Votos Inválidos         | Votos Inválidos                         | 1 274  | 2,98 / 100,00   |           |
| Total                   | Total                                   | 42 711 | 100,00 / 100,00 | 26 / 26   |
| Eleitorado/Participação | Eleitorado/Participação                 | 63 756 | 66,99 / 100,00  |           |

### Juntas de Freguesia
|                         | Partido Socialista                      | 16 590 | 40,03 / 100,00  | 5 / 6 | 31 / 68 |  |  |
|                         | Coligação Democrática Unitária          | 15 284 | 36,87 / 100,00  | 1 / 6 | 26 / 68 |  |  |
|                         | Grupos Dinamizadores de Unidade Popular | 4 630  | 11,17 / 100,00  | 0 / 6 | 4 / 68  |  |  |
|                         | Partido Social Democrata                | 4 619  | 11,14 / 100,00  | 0 / 6 | 7 / 68  |  |  |
|                         | MRPP                                    | 326    | 0,79 / 100,00   | 0 / 6 | 0 / 68  |  |  |
| Votos Inválidos         | Votos Inválidos                         | 1 291  | 3,02 / 100,00   |       |         |  |  |
| Total                   | Total                                   | 42 740 | 100,00 / 100,00 | 6 / 6 | 68 / 68 |  |  |
| Eleitorado/Participação | Eleitorado/Participação                 | 63 756 | 67,04 / 100,00  |       |         |  |  |

#### São Lourenço
| Partido                 | Partido                                 | Votos | %               | Mandatos |
| ----------------------- | --------------------------------------- | ----- | --------------- | -------- |
|                         | Partido Socialista                      | 1 154 | 50,04 / 100,00  | 5 / 9    |
|                         | Frente Eleitoral Povo Unido             | 879   | 38,12 / 100,00  | 4 / 9    |
|                         | Grupos Dinamizadores de Unidade Popular | 151   | 6,55 / 100,00   | 0 / 9    |
| Votos Inválidos         | Votos Inválidos                         | 122   | 5,30 / 100,00   |          |
| Total                   | Total                                   | 2 306 | 100,00 / 100,00 | 9 / 9    |
| Eleitorado/Participação | Eleitorado/Participação                 | 3 583 | 64,36 / 100,00  |          |

#### São Simão
| Partido                 | Partido                     | Votos | %               | Mandatos |
| ----------------------- | --------------------------- | ----- | --------------- | -------- |
|                         | Partido Socialista          | 691   | 51,34 / 100,00  | 5 / 9    |
|                         | Frente Eleitoral Povo Unido | 608   | 45,17 / 100,00  | 4 / 9    |
| Votos Inválidos         | Votos Inválidos             | 47    | 3,49 / 100,00   |          |
| Total                   | Total                       | 1 346 | 100,00 / 100,00 | 9 / 9    |
| Eleitorado/Participação | Eleitorado/Participação     | 1 805 | 74,57 / 100,00  |          |

#### Nossa Senhora da Anunciada
| Partido                 | Partido                                 | Votos  | %               | Mandatos |
| ----------------------- | --------------------------------------- | ------ | --------------- | -------- |
|                         | Partido Socialista                      | 2 941  | 35,09 / 100,00  | 5 / 13   |
|                         | Frente Eleitoral Povo Unido             | 2 921  | 34,85 / 100,00  | 5 / 13   |
|                         | Grupos Dinamizadores de Unidade Popular | 1 298  | 15,49 / 100,00  | 2 / 13   |
|                         | Partido Social Democrata                | 930    | 11,10 / 100,00  | 1 / 13   |
| Votos Inválidos         | Votos Inválidos                         | 291    | 3,47 / 100,00   |          |
| Total                   | Total                                   | 8 381  | 100,00 / 100,00 | 13 / 13  |
| Eleitorado/Participação | Eleitorado/Participação                 | 12 925 | 64,84 / 100,00  |          |

#### São Julião
| Partido                 | Partido                                 | Votos | %               | Mandatos |
| ----------------------- | --------------------------------------- | ----- | --------------- | -------- |
|                         | Partido Socialista                      | 2 938 | 43,05 / 100,00  | 5 / 11   |
|                         | Frente Eleitoral Povo Unido             | 1 624 | 23,80 / 100,00  | 3 / 11   |
|                         | Partido Social Democrata                | 1 556 | 22,80 / 100,00  | 3 / 11   |
|                         | Grupos Dinamizadores de Unidade Popular | 516   | 7,56 / 100,00   | 0 / 11   |
| Votos Inválidos         | Votos Inválidos                         | 190   | 2,78 / 100,00   |          |
| Total                   | Total                                   | 6 824 | 100,00 / 100,00 | 11 / 11  |
| Eleitorado/Participação | Eleitorado/Participação                 | 9 798 | 69,65 / 100,00  |          |

#### Santa Maria da Graça
| Partido                 | Partido                                 | Votos | %               | Mandatos |
| ----------------------- | --------------------------------------- | ----- | --------------- | -------- |
|                         | Partido Socialista                      | 1 618 | 44,14 / 100,00  | 5 / 11   |
|                         | Frente Eleitoral Povo Unido             | 985   | 26,87 / 100,00  | 3 / 11   |
|                         | Partido Social Democrata                | 634   | 17,29 / 100,00  | 2 / 11   |
|                         | Grupos Dinamizadores de Unidade Popular | 324   | 8,84 / 100,00   | 1 / 11   |
| Votos Inválidos         | Votos Inválidos                         | 105   | 2,86 / 100,00   |          |
| Total                   | Total                                   | 3 666 | 100,00 / 100,00 | 11 / 11  |
| Eleitorado/Participação | Eleitorado/Participação                 | 5 602 | 65,44 / 100,00  |          |

#### São Sebastião
| Partido                 | Partido                                 | Votos  | %               | Mandatos |
| ----------------------- | --------------------------------------- | ------ | --------------- | -------- |
|                         | Frente Eleitoral Povo Unido             | 8 267  | 40,89 / 100,00  | 7 / 15   |
|                         | Partido Socialista                      | 7 248  | 35,85 / 100,00  | 6 / 15   |
|                         | Grupos Dinamizadores de Unidade Popular | 2 341  | 11,58 / 100,00  | 1 / 15   |
|                         | Partido Social Democrata                | 3 027  | 7,41 / 100,00   | 1 / 15   |
|                         | MRPP                                    | 326    | 1,61 / 100,00   | 0 / 15   |
| Votos Inválidos         | Votos Inválidos                         | 536    | 2,65 / 100,00   |          |
| Total                   | Total                                   | 20 217 | 100,00 / 100,00 | 15 / 15  |
| Eleitorado/Participação | Eleitorado/Participação                 | 30 043 | 67,29 / 100,00  |          |